# Paul Lewis
Paul Lewis (Liverpool, 20 mei 1972) is een Engels klassiek pianist. Hij heeft opgetreden met vooraanstaande orkesten zoals het Wiener Symphoniker, London Philharmonic, London Symphony, Royal Philharmonic, Royal Liverpool Philharmonic, BBC Symphony Orchestra, Sydney Symphony en Melbourne Symphony, onder leiding van dirigenten als Bernard Haitink, Christoph von Dohnányi, Wolfgang Sawallisch, Marin Alsop en Richard Hickox. In kamermuziekverband trad hij op met Yo-Yo Ma, Adrian Brendel, het Sine Nomine Quartet en het Leopold String Trio.

## Biografie

### Jeugdjaren
De vader van Paul werkte in de haven van Liverpool en zijn moeder werkte voor het stadsbestuur. Toen hij vier jaar oud was, kreeg hij een orgeltje cadeau van zijn oom. Al stonden er amper acht noten op het instrument, toch ging Paul er mee experimenteren. Hoewel zijn familie weinig interesse voor muziek had, begon hij op acht- of negenjarige leeftijd platen met muziek van Mozart, Schubert en Beethoven te lenen bij de bibliotheek. Op school speelde hij cello, omdat dat het enige instrument was waarvoor men hem les kon bieden. Als 14-jarige werd hij aangenomen door Chetham's School of Music in Manchester en kon hij eindelijk piano gaan studeren. Zijn leraren waren onder meer Ryszard Bakst (bij Chetham's), Joan Havill (aan de Guildhall School of Music and Drama ) en Alfred Brendel.

### Carrière
In 1994 won hij de tweede prijs op de World Piano Competition 1994 in Londen. Pianobouwer Steinway benoemde hem in 1997 tot officiële Steinway-artiest. Hij was de duizendste pianist die deze eer te beurt viel. Hij won verder ook de Dudley Piano Competition en de Royal Overseas League Piano Competition. Zijn reeks concerten rond de pianosonates van Schubert, gebracht in concertzalen doorheen het Verenigd Koninkrijk, leverden hem in 2003 de South Bank Show Classical Music-prijs en de Royal Philharmonic Society’s Instrumentalist of the Year-prijs op.
Tussen 2005 en 2007 voerde Lewis alle 32 pianosonates van Beethoven op, tijdens een concertreeks in de Verenigde Staten en Europa. Daarnaast nam hij die cyclus op voor platenfirma Harmonia Mundi. In augustus 2008 werd deel 4 van deze serie bekroond door Gramophone Magazine met twee prijzen, voor Beste Instrumentale Opname en Beste Opname van het Jaar. In juli en augustus 2010 werd Lewis de eerste pianist die alle vijf Beethoven-concerten uitvoerde in één seizoen van The BBC Proms.
In 2015 volgde hij Fanny Waterman op als artistiek leider van de Leeds International Piano Competition, samen met dirigent Adam Gatehouse, en werd hij voorzitter van de wedstrijdjury. Bij de Birthday Honours van 2016 werd hij benoemd tot Commandeur in de Orde van het Britse Rijk (CBE) voor zijn verdiensten op het gebied van muziek.
Begin 2020 trad hij in duet op met de Britse pianist Steven Osborne, waarbij het duo samen aan één piano zat en om de beurt eerste en tweede partij op zich nam. Met dit programma van Franse muziek van het einde van de 19de en begin van de 20ste eeuw (Fauré, Poulenc, Debussy) stonden ze op 12 februari in deSingel te Antwerpen. Tien jaar daarvoor stond het duo reeds met een programma van Schubertliederen in deSingel.
Samen met zijn vrouw - de Noorse celliste Bjørg Lewis - is Paul Lewis artistiek directeur van Midsummer Music, een jaarlijks kamermuziekfestival in Buckinghamshire. Elk jaar spelen ze daar ook een concert voor kinderen van zeven en acht jaar oud, waar ze hen onder andere Schubert voorschotelen. De filosofie daar achter is "dat kinderen méér aankunnen dan alleen maar de soundtrack van Harry Potter-films". Lewis verklaarde in 2020 in een interview met The Arts Desk: "Je kan kinderen emotioneel complexe muziek voorschotelen. Op die leeftijd kunnen ze daar een connectie mee maken. ... Voor teenagers wordt klassieke muziek niet cool. ... Daarom moet je hen op jonge leeftijd die ervaring meegeven, om de vlam te ontsteken."

## Discografie
- Harmonia Mundi :
  - Schubert: Pianosonate nr. 19 in c, D. 958, pianosonate nr. 14 in a ("Grande Sonate"), D. 784 (Op. Posth. 143) (2002) CD ASIN B00005QG1F
  - Schubert. Laatste Sonatas D.959 & D.960, (2003) CD (HMC901800) ASIN B00008O6EO
  - Liszt : Sonata in B minor (2004) CD (HMC901845) ASIN B0002I746S
  - Beethoven: Complete Piano Sonatas, Vol.1 (2005) CD (HMC901902) ASIN B000A5B25W
  - Beethoven: Complete Piano Sonatas, Vol.2 (2007) CD (HMC901903.05, 3 cd's) ASIN B000HXDS04
  - Beethoven: Complete Piano Sonatas, Vol.3 (2007) CD (HMC901906.08, 3 cd's)
  - Beethoven: Complete Piano Sonatas, Vol.4 (2008) CD (HMC901909.11, 3 cd's)
  - Beethoven: complete pianoconcerten, BBC Symphony Orchestra / Jiri Belohlavek (2010) (3 cd's)
  - Beethoven: Diabelli Variations, Op. 120 (2011) CD (HMC902071)
  - Schubert: Die Schöne Müllerin D.795, Mark Padmore - Tenor
  - Schubert: Winterreise D.911, Mark Padmore - Tenor
- Hyperion Records, met Leopold String Trio :
  - Mozart : pianokwartet in g klein; Pianokwartet in Es (2003) ASIN B00008ZZ3E
  - Schubert: Forellenkwintet
  - Schubert: Piano Duets (met Steven Osborne)